# 무라이의 사랑
무라이의 사랑(일본어: 村井の恋, 무라이노코이, Murai no Koi)는 시마 준타가 쓰고 그린 일본 만화 시리즈이다. 2018년 6월부터 2022년 6월까지 라인 (기업)의 라인 망가 웹사이트에서 연재되었으며, 단행본 7권으로 장이 수집되었다. TV 드라마 각색판은 2022년 4월부터 5월까지 방영되었다. J.C.STAFF가 제작한 TV 애니메이션 시리즈 각색판은 2024년 10월 첫 방송 예정이다.